# آندریاس دکر
آندریاس دکر (انگلیسی: Andreas Decker؛ زادهٔ ۱۹ اوت ۱۹۵۲) قایقران روئینگ اهل آلمان شرقی بود.
وی در مسابقات کشوری و بین‌المللی در مجموع برندهٔ ۷ مدال طلا، ۱ مدال نقره شده‌است.